# الجيش العباسي
الْجَيْشُ الْعَبَّاسِيُّ أو جَيْشُ ٱلْخِلَافَةُ ٱلعَبَّاسِيَّة، هو الجيشُ النِّظامي والرَّسمي لدولة الخِلافَة العبَّاسِيَّة (132 – 656 هـ / 750 – 1258 م) والذي بدأ نشاطُه على شكل جماعات منذ الثَّورة العبَّاسِيَّة سنة 747 م وانقضاضه على الأُمَويين ثم أصبح جيشًا مُنظَّمًا سنة 750، وانتهى عند سُقوط بَغْدَاد ومعهُ الخِلافَة العبَّاسِيَّة سنة 1258 م على يد المَغُول.
يتألف عِماد الجيش من قُوات مُشاة، وفُرسان، وآلات عسكريَّة، وأسطولًا بحريًا، وذلك من مكوِّنات عِرقيَّة عديدة، وكان مُقسمًا بناءً عليها، وقد اختلف عدد مُكوِّناته ووضعه بناءً على مر تاريخ البِلاد الحافِل والمُتغير.

## التركيبة

### الخلفية
في بداية القرن الثَّامن المِيلايّ، نشأت دعوةً سريَّة عُرفِت بالرِّضا من آلِ مُحَمَّد، وذلك بهدف الإطاحة بالحُكم الأُمَويّ، حيث غذَّاهُ مقتل الحُسَيْن بن عَلِيّ في كَرْبَلاء، ومن ثم مقتل حفيده زَيْد الثَّائرُ في الكُوفة، بالإضافة إلى استئثار بني أُميَّة في الحُكم. وكان هذه الإمامة يقف خلفها رجُلٌ يُدعى مُحَمَّد بن عَلِيّ بن عَبدِ الله بن العبَّاس بن عبد المُطَّلِب، حيث يلتقي بنسبهِ الهاشِميّ بالنبيُّ مُحَمَّد، وكان العبَّاسِيُّون الأوائل، يتنبأون صُعودهم للحُكم يومًا ما حسب العديد من الرِّوايات.
ولم تجد الإمامة العبَّاسِيَّة إلا العمل الدَّعويُّ السَّريُّ بهدف الإطاحة بالأمويين على المدى البعيد والمَدرُوس، وقد ركَّزوا على مناطق ضِعف الحُكم الأُموي، ووجد الإمام مُحَمَّد بن عَلِيّ، والذي كان أساسُ الإمامة، أن الشَّرخ الذي أحدثهُ الأمَويُّون بين العَرَب وغيرهم، أكبر سببٍ مُحفَّز لاستغلالها لصالح الدَّعوة.

### الثَّورة العبَّاسِيَّة
ظهرت بوادر إنشاء أوُّل جيشٍ للعبَّاسيين قبيل تأسيس الدَّولة رسميًا في الثَّاني عَشَر من ربيع الأوَّل 132 هـ / الخامِس والعُشرُون من يَناير 750 م، حيث تولَّى أبُو مُسلِم الخُراسانيُّ مُهمة تكوين جيشٍ خُراسانيٍّ وعربي من مناطق خُراسان الكبيرة، بهدف تجهيزه، وتحضيره رهنًا لإشارة الإمام المُقيم في الحُمَيْمَة في التحرُّك ضد الأُمَويين عند اللحظة المُناسبة، وكان الإمامُ آنذاك إبراهيم بن مُحَمَّد العبَّاسِي، الذي أولاه مُهمة حشد الأنصار والمُوالين لانتزاع الخِلافَة من بني أُمَيَّة، ومع أن الشُّرطة الأُمويَّة قد تنبَّهت للإمام إبراهيم، ثم سجنتهُ حتى قتلتهُ في حرَّان، إلا أنهُ أوصى بالإمامة من بعده لأخيه أبُو العبَّاس، وقد مثَّل مقتل إبراهيم الإمام الشَّرارة لانطلاق الثَّورة من خُراسان.
كان نُواة الجيشُ العبَّاسِيُّ آنذاك غالبيَّتهُم من العَرَب، والفلَّاحين الفُرس، والمُوالي من القُرى القريبة من مَرُو، وكان سبب كثرة الفُرس وانضمامهم للجيش، هو لسخطهم على سياسات الحُكم الأُمَويّ، والذي تضررت الطبقة الأرستقراطيَّة منه مع طبقة رجال الدِّين، والكُتَّاب، وغيرهم من مُوظفي الإمبراطُوريَّة السَّاسانيَّة، حتى أن الجزية لم تُرفع عمَّن أسلم كما ينص الشَّرع. بينما التفَّ العَرَب وتحديدًأ اليَمانيين المُستوطنين في خُراسان حول الثَّورة، بسبب أن الوُلاة الأُمَويين أبقوا السُّلطة الماليَّة بيد رُؤساء القُرى من الدهَّاقين الفُرس، الذين تميَّزوا على حساب العرب والمُوالي، فاستطاع العبَّاسِيُّون تحقيق التوازن بين الأطراف المُؤيدة لهُم من العرب والفُرس لكسب تأييدهم.

#### الإطاحة بالأمويين
تولَّى الجيش الثَّائر في خُراسان عددًا من القادة العرب والفُرس، حيث اشتُهر من العَرَب: أبُو الجَهم بن عطيَّة، ومُوسى بن كَعْب التَّميمي، وخازِم بن خُزَيْمة التَّميمي، وإبراهيم بن مُحَمد الحِميَري، وقَحْطبة بن شبيبٍ الطَّائي، وعبدُ الله الطَّائي. كما كان من نصيب العرب عددًا من القادة العبَّاسيين أنفُسهم مثل عَبدُ الله بن عَلِيّ، وصالِح بن عَلِيّ. وأما من الفُرس اشتُهر منهم: أبُو مُسلم الخُراساني بشكلٍ كبير، وعبد المَلِك بن يَزيد، إلا أن السيطرة على كامِل خُراسان والزَّحف نحو العِراق بيد قَحْطبة الطَّائي، والذي قُتل في المعركة ضد الأمويين، فتولَّى ابنهُ الحَسَن الطَّائي مُهمة استكمال السيطرة على العِراق بحلول أواخر عام 749 م.
جهَّز الخليفة العبَّاسِيُّ الأوَّل أبُو العبَّاس السَّفَّاح جيشًا قوامُه ثلاثُون ألفًا بقيادة عمِّه عَبدُ الله بن عَلِيّ وقريبًا لهُ هو يزيد بن عيسى بن مُوسى، وذلك لمواجهة جيش الخليفة الأُمَويُّ الرَّابع عَشَر والأخير مُروان بن مُحَمد، الذي يقود جيشهُ بنفسه في المَوْصِل، حيث التقى الجيشان على نهرُ الزَّاب الكَبير، وحُسمت المعركة بعد يومين حيث انتصر فيها العبَّاسيين على الأمويين وتمكنوا من انتزاع الخِلافة الإسلاميَّة منهم.

## الجيش العبَّاسي البرِّي

### سياسة التجنيد البري
قام العبَّاسِيُّون بتطبيق سياسات تجنيد مُشابهة لدُول الخِلافَة الرَّاشِدة، والخِلافَة الأُمَويَّة السابقة، لكن مع تغييرات عديدة، ويتماشى مع التقدُّم وتوسُّع البِلاد الواسِعة وتعدد القوميَّات فيها، فكان يتم تجنيد المُقاتلين في ديوان الجيش، والذي يتم الإشراف عليه من قبل صاحب الجُند، ويساعدهُ  في ذلك صاحب نفقات العَسْكَر، ويُعرف بالمُعطِي.
كان العبَّاسِيين يُجندون الذُّكور فقط، ولم يتم السَّماح للصِبيان الغير بالغين في الدخول، إلا أن حقهم كان جاريًا في عطاء الذَّراري. يتم تسجيل المُجنَّدين ضمن دِيوان الجيش. وكان على المُقاتل أن يكون خاليًا من الأمراض، ولديه من الشَّجاعة والقُوة البدنية ما يُؤهِّلهُ لخوض الحُروب الصَّعبة. وقد أسقط العبَّاسِيُّون شرط الحُريَّة، وذلك بالسَّماح لتجنيد المُوالي، والعبيد، والأتراك، وغيرهم من القوميَّات الغير عربيَّة. كما كان يجب أن يكون المُقاتل مُسْلِمًا، في حين كان غيرهُم من أهل الذِّمَّة يدفعون الجزية لقاء حمايتهم من خطر الحرب وذلك على الأغنياء والقادرين ماديًا، وكان على أهل الذِّمَّة إيواء الجُند ثلاثة أيام وإطعامهم عند الحاجة.

#### آلية التسجيل البري
في بداية الدَّعوة العبَّاسِيَّة، كان التجنيد يتم بعد أن يُكتب منشورًا عامًا إلى جمعيات النُّقباء، لتجنيد أنصارِهم ومُواليهم من أهل الكُور، وكان غالبية المُنخرطين في جُند الثَّورة من العرب والفلاحين الفُرس والموالي. ثم تطوَّر ذلك بعد تأسيس الدَّولة، وتنظيمها، فأصبح تسجيل الجُند حسب البُلدان، حيث تم إلغاء التسجيل على أساس القبائل والأنساب لغير العربي القبيلي، مثلما كان على العَهْد الرَّاشِدي، والأُمَوي. فكانت الفرقة العربيَّة التي تستند على قبائل مثل المَضريَّة أو الرُّبَيْعيَّة أو اليمانيَّة، يتم تسجيلها على أساس نسبِها، بينما الفُرق الأخرى مثل الخُراسانيَّة، فكان يتم تسجيلهم على أساس جُغرافي وبتحديد أماكنهم وقُراهُم، بينما كانت فُرق العَجَم تُسجل على أساس أجناسِهم أو بلدانهم، كالمغارِبة، والأتراك، والفراغِنة وغيرهم، لكون الجيش يتألف من عناصر قوميَّة مُختلفة.
وفي عهد الخليفةُ الثَّامِن المُعْتَصِم بالله، حدث تطوَّرًا آخر في سياسات التجنيد، حيث أصبح ترتيب الجُند في الديوان يتم حسب فُرُق الجُند، إذ كان يُكتب اسم المُقاتل بشكلٍ صريح على يمين الورقة في الدفتر الخاص، ثُم يُنسب إلى بلده أو ولائه، وتُذكر فرقتهُ العسكريَّة، ثُم يُكتب استحقاقُه من الرَّزق. وعلى يسار الورقة تُكتب أوصافُ الجِنديّ وحِليَّتُه، كما يُذكر سُنُّه، وذكر طُولِه ولونه وأي أوصافٍ ممُيَّزة عليه. وكان يتم اختيار الجُنود من قبل جماعةً من كِبار القُوَّاد بحضُور الخليفة أحيانًا في ميدان خاص، فمن يستطيع ركوب فرسِه، واستعمال سلاحِه، وإصابة هدفِه، يتم إلحاقه من فوره بالجَيْش.

### التدريبات العسكريَّة البريَّة
اهتم العبَّاسِيُّون بتدريب جُندهم وإعدادهم للعمليَّات القِتاليَّة والمعارك المُستقبليَّة، لأنها من أهم عناصر كفاءة الجُيش. ومن التدريبات الأساسية للجُندي العبَّاسي هي:
- رُكوب الخيل
- السِّباق في رُكوب الخيل
- السِّباق في الجري على الأقدام
- المُصارَعة
- السِّباحة والرِّماية
- تعلم استخدام السَّيف
- الطعن بالرَّمح
- النِّضال بالسَّهم

وقد كان للعبَّاسِيين ميادين كبيرة يُدربون فيها خُيُولهم، ويرسلونها في حلبات السِّباق، وكان من أشهرها في الرَّقَّة، والشمَّاسِيَّة.

## الأسطول العبَّاسِيُّ البَحري

#### سياسة التجنيد البحري
كان التجنيد للغزو في العَصر العَبَّاسِي يتم طَوعًا دون إكراه، وقد أوجد العبَّاسِيُّون ديوانًا خاصًا بسواحِل الشَّام للمُهتمين للرِّباط والغزو، كما تأسس ديوانٌ خاص بالأسطول، عُرف باسم دِيوان الأُسْطُول، حيث يُسجل فيه أسماء المُرابطين في الحرب البحريَّة، ويُصرف لهُم عطاؤُهم المُستحق، بالإضافة إلى زيادات في العطاء من بيت المال، كما كان لهُم أسهُم من الغنائم، وإلى جانبهم يكون المُتطوِّعة.
يتم اختيار جُنود البحرية النِظاميين من يتمتعون بقدرٍ كبير من المَهارة، والصَّبر، والمعنويات العالية والشَّجاعة، كما يكُون لديهم القدرة على إصلاح أي خَللٍ في السُّفُن، ويُختار من لهُم معرفة بالتعامُل مع قذف النَّفْط والملاحة، ويُضاف إليهم المُجذفُون، والعُيون، والصُّنَّاع، والعُمال، ويكون بذلك مُؤهلات جُنود البحر مُهمة جدًا في اختيارهم.

#### اللِّباس والتموين والمُتطلبات البحريَّة
يرتدي الجُنود العبَّاسيُّون والمُرابِطون في غزواتِهِم البحرية ملابِسهُم العادية، ولكن عند نُشوب القِتال، يسرعون في لبس الدُّرُوع، والزرديَّات ذات المغافِر المُلثَّمَة، والجواشِن المُبطَّنة، كما يشحن الأُسطُول قبل إبحارِه كُل ما يحتاج إليه الجُنود من الميرة والأزواد، وإضافةً إلى ذلك كان الأُسطُول العبَّاسِي يستخدم البُنود، والأعلام، والرَّايات، والبيارق، كي تُرفع فوق السُّفُن للدليل على هويَّة الأُسطُول ولرُبما إرهاب الأعداء.

#### أنواع سُفُن الأُسطُول
تختلف أنواع السُفُن الحربيَّة في أحجامها، فمنها السُفن الكبيرة والتي تُدعى القِلاع، ومنها السُفن الصغيرة والتي لديها إمكانية سريعة للحركة والمُناوة والاستطلاع، ومنها سُفن متوسطة الحجم، تُستخدم لرمي القذائف من النِّفط وغيره، وتُدعى حرَّاقات.
| #  | النوع     | عدد الرُّكاب        | ملاحظة |
| -- | --------- | ----------------- | --- |
| 1  | السَّفينة   | غير معروف         | نوعٌ عام للمراكب البحريَّة. |
| 2  | الشُّونة    | 150 مُقاتل         | من أكبر أنواع السُفُن، وأكثرهُا استعمالًا، وبها أبراج وقِلاع للدفاع والهُجوم، وهي من أهم قطع الأُسطول البَحري، وتحتوي أهراء لتخزين القُمح وصهاريج لخزن الماء العذِب. |
| 3  | البارِجة   | 45 مُقاتل          | سفينة حربيَّة أخذها العرب عن الهُنود، وكانت تُستخدم للقرصنة ومُهاجمة السُّفن التِّجاريَّة.                                                                            |
| 4  | القَرْقُور   | غير معروف         | سفينة عظيمة، كانت تُرافق السُفن الحربيَّة بهدف حمل المُؤن والكِراع والسِّلاح للأُسطول وكانت تُسمى بالأكاتيا أو الأكاتيناريا.                                         |
| 5  | السَّمِيريَّة  | غير معروف         | سفينة حربيَّة كانت تضم آلات الحَرب، والرُّماة، والملَّاحين. |
| 6  | الحرَّاقة   | غير معروف         | سفينة حربيَّة تحتوي على أنابيب ومرامي النيران لرمي النَّفْط المُشتعل، والنَّار الإغْرِيقِيَّة.                                                                          |
| 7  | الصَّندل    | غير معروف         | سفينة حربيَّة كبيرة مُسطحة، تُستخدم لحمل الجُنود، والمُؤن، والسِّلاح، ويُستخدم سطحُها كميدان معارك.                                                                  |
| 8  | الحربيَّة   | غير معروف         | سفينة حربيَّة استخدمت منذ الخِلافَة الرَّاشِدة، وهي صغيرة الحجم نسبيًا، وسريعة الحركة.                                                                             |
| 9  | الطرَّادات  | غير معروف         | سفينة نقل، تُستخدم لنقل الخُيول، وتستطيع استيعاب أربعين فرسًا، بالإضافة إلى بحارتها ومُؤنهم، ومعدات حربيَّة أُخرى.                                                |
| 10 | البَطْس     | 700 مُقاتل 40 قِلاع | سفينة حربيَّة كبيرة، ذات القُلوع الكثيرة، وتُشحن بالمناجيق والمُقاتلين، وللبَطْس طبقات، وكل طبقة تحمل فئة خاصة من الجيش.                                          |
| 11 | المُسطَّح    | غير معروف         | سفينة حربية، تحمل الأسلحة، وغُلمان الخيَّالة، والصُّناع لصيانة السُفُن، والغِلال والأعتدة.                                                                         |
| 12 | الأغْرِبة   | 180 مجذاف         | سفينة حربية كبيرة، مُقدمتها تشبه الغُراب، تُعتبر من السُّفن المُرعبة للأعداء. عرفها الأوروبيُّون باسمها العربي المُحرَّف (Corvette/فرقيطة)                            |
| 13 | الفلوكة   | غير معروف         | سفينة صغيرة، تتحرك بالمجاذيف، تُستعمل لنقل الجُنود والرُّكاب، وهي من توابع الأسطول.                                                                            |
| 14 | الشِّيطي    | 80 مجذاف          | سفينة استطلاع، تُستخدم لرصد مراكب العدو، وهي سريعة الحركة.                                                                                                  |
| 15 | العلَّابِيَّات | غير معروف         | سفينة حربيَّة، من ضمن الأُسطول العبَّاسِي المِصْري. |
| 16 | ملقُوطة    | غير معروف         | سفينة حربية كبيرة، تخرد عادةً بعد الأسطول، كي تلتقط الجُنود أثناء الحرب، وكذلك المُؤونة والسِّلاح.                                                              |
| 17 | الفلائك   | غير معروف         | سُفُن صغيرة تتحرك بالمجاديف، وتُستعمل لنقل الأشخاص، وتُعد من توابع الأُسْطُول.                                                                                    |

ومن المراكب العبَّاسية التي كانت تُستعمل للتجارة، والنُزهة، واللهو، والقِتال النهري والبحري:
- العماليات
- الزبازب
- الشذوات
- البرمات
- الزلالات
- الكمندورات
- البالوع
- الطبطاب
- الجدي
- الجاسوس
- الورحيات
- الخياطات
- الشلملي
- الجعفريَّات
- المزراب

#### التاريخ العسكري البحري

##### عهد المَنْصُور
كان الخليفةُ الثَّاني أبُو جَعْفَر المَنْصُور أوَّل من اهتم بالبحريَّة، فقام ببناء أُسطُولٍ حربيّ، وأمر بإنشاء أحواضًا لبناء السُّفُن، وخاصةً في مِصْر، فشجَّع النَّاس للعمل فيها، وكان يُعفي الذُمِّيين الذين يعملون في أحواض بناء السُّفُن من دفع الجِزية.
وبعد أن لاذ عبدُ الرَّحمَن الدَّاخِل إلى الأنْدَلُس وسيطر عليها سنة 139 هـ / 756 م، خرج عن طاعة الخِلافة والتبعيَّة لها، فحاول المَنْصُور استرجاع الأنْدَلُس إلى حظيرة الخِلافة من خلال دعم العَلاء بن المُغِيث اليَحْصُبِي ليعبُر الأنْدَلُس في قُوةٍ بحريَّة كبيرة، فنزل ثُغر باجَة في سنة 146 هـ / 763 م، كما انضمَّ إليه القُرَيشيين، واليمانِيين ضد عبد الرَّحمن الداخِل، واتسعت الثورة، إلا أن الأخير تمكَّن من إخمادها والقضاء عليها. وفي نفس السَّنة، وجَّه المَنْصُور حملةً عبَّاسِيَّة بحرية إلى جزيرة قُبْرُس، بسبب قيام أهلها بمُساعدة البيزنطيين في الإغارة على اللَّاذِقِيَّة، وطَرَابْلُس قبل ستة سنوات، وكان على رأس الحملة أميرُ البَحر الشَّامي العبَّاس بن سُفيان الخَثْعُمِي، وكانت هذه الحملة العسكريَّة أول غزوةً بحريَّة منذ قيام الخِلافة العبَّاسِيَّة.
وفي سنة 153 هـ / 770 م، تعرَّضت مدينة جَدَّة إلى إغارة من قبل قراصِنة الأحباش، فأرسل إليهم المَنْصُور الأُسْطُول البَحري العبَّاسِي، وتمكَّن من ردِّهم عنها. كما تعرَّضت المدينة مرةً أُخرى إلى هجمات قراصِنة يُدعون بالكَرَك، ويعود أصُولهم من السِّند، وكانوا يُغيرون على السُّفُن والمُدُن السَّاحِليَّة ويهددون الشواطئ، وقد سمِع بهم المَنْصُور أثناء رحلة الحَجّ، وحينما عاد إلى العاصِمة التي بناها منذ عدة سنوات بَغْدَاد، أرسل حملة بحريَّة من البَصْرة لتقتفي آثارهُم. كما أرسل حملةً بحريَّة ثانية إلى جزيرة قُبْرُس سنة 156 هـ / 773 م، بعد أن تمرَّد حاكِمها، فنجحت في أسره آنذاك. وبعد سنةٍ من هذه الحملة، توجَّه القائد ثُمامَة بن وقَّاص على رأس حملةٍ بحريَّة نحو شواطئ آسيا الصُّغرى لمُساعدة الجيشُ العبَّاسِيُّ البَرِّي، إلا أن السُّفُن البيزنطيَّة تمكنت من قطع التواصل بين القُوات البحريَّة والبريَّة، إلا أن ثُمامة تمكَّن من الخُروج من الحِصار، وعاد بالأسطول إلى الموانئ العربيَّة.
حاولت الخِلافَة العبَّاسِيَّة في عهد المَنْصُور أن تُمد نُفوذها وتُفرض سيطرتها على بِحار الهند - والتي تُدعى حاليًا بحرُ العَرَب-، كي تقضي على قراصِنة البَحر الذين يُعيثون فسادًا في تِلك البِحار، وعلى شواطئ المُدُن، فضلًا عن أهمية تأمين طريق التِّجارة البحريَّة للدولة الإسلاميَّة مع الإمارات الهِنديَّة، والصِّين، فتوجَّه القائد عَمرُو بن جَميل في بوارج حربيَّة إلى تاران، حتى نزل في قَنْدَهار وفتحها آنذاك.

##### عهد المِهْدِي
واصل الخليفةُ العبَّاسِيُّ الثَّالِث مُحَمَّد المِهْدِيّ مسار أبيه في فرض السَّيطرة على البِحار، والاستمرار في الجِهاد، واستفتح أوَّلُ سنين حُكمِهِ بإرسال القائد عبدُ المَلِك بن شِهاب المَسْمَعِيّ على رأس الأُسطول البَحري إلى بِلاد الهِند، ففُتحت مدينة بَاربَد سنة 160 هـ / 776 م، وقد شهد في هذا الفتح، استخدام الأُسطول العبَّاسِي للمناجِيق.
كما وجَّه المِهْديّ، الغُمر بن العبَّاس الخَثْعُمِي في عدة حملات للسيطرة على بَحرُ الشَّام بين سنتي 160 و161 هـ / 777 و778 م، وكانت الخِلافَة العبَّاسِيَّة تتحكم بالطُرق التِّجارية من الهند والصين إلى الرُّوم، سواء عبر الطريق البري الذي يُمر من خلال خُراسان والقَفَقاس، أو الطريق البحري الذي يُمر بالبَصْرة ثُم بَغْدَاد والمَوْصِل، إذ كانت البضائع البيزنطيَّة تدفع المَكُوس إلى الخليفةُ العبَّاسِي.
كانت مُهمة الأسطُول البَحري العبَّاسِي أيضًا يقوم على مُراقبة تحرُّكات الأُسطول البيزنطي، والقيام بالغارَّات والغزوات البحريَّة، أو حتى الردّ على الغارَّات البيزنطيَّة، وكانت جُزءًا من حربٍ أوسع، قد تشمل حملات عسكريَّة بريَّة من الطرفين، إلا أن هذا النشاط البحري كان أقل منه في العَصْر الأُمَويّ، ويُعزى ذلك إلى فترة الهُدوء النِّسبيّ التي شهدها بَحرُ الشَّام، حيث أن الفْرَنج انشغلوا بمشاكلهم الداخليَّة آنذاك، مما مهَّد الطريق للإمبراطوريَّة البيزنطيَّة أن تتسيَّد الموقف في هذا البحر لأكثر من نِصف قرن، كما شهد انشغال البيزنطيين أنفُسهم بسبب حُروبهم ضد البَلغار في الشِّمال.
وقد شهد فترة عهد الخليفة المِهْدِيّ نشاطًا حربيًا على المُستوى البرِّي والبَحري، وعلى الرُّغم من قِصر مدة خِلافتِه، إلا أن الرُّوم هابُوه، وتركوا بعض المواقع ليدخُلها بكُل سهولة، حتى عُلقت صُور قاداته من أمثال الحَسَن بن قَحْطُبة، ومعيُوف بن يَحِيى، وغيرهم على جُدران بعض الكنائس ليعلم الناس أوصاف أعداء بيزنطة.

##### عهد الرَّشِيد
كان عهدُ الخليفةُ العبَّاسِيُّ الخامِس هارُون الرَّشيد قد شهد نشاطًا حربيًا مُتزايدًا آنذاك، فإلى جانِب الحملات البريَّة، كان للحملات البحريَّة نصيبٌ جيِّد منها، ومن ذلك أن الأُسطُول البيزنطيّ هاجم بعض القِطع البحريَّة العبَّاسِيَّة القادمة من ولاية مِصْر نحو الشَّام، فغضِب الخليفة هارُون الرَّشيد وردَّ على هذا الهُجوم الذي حصل في سنة 174 هـ / 791 م، بأن أمر الأُسطُول العبَّاسِيُّ الشَّامِي في نفس العام بالهُجوم على جزيرة قُبْرُس، ووصل إلى خليج أطاليا، على الشَّاطئ الجُنوبي لآسيا الصُّغرى، فالتقى الأسطُولان حتى انتصر العبَّاسِيين وأسرُوا أمير البَحر البيزنطيّ، ونظرًا للنجاح الكبير الذي حققهُ العبَّاسِيُّون، وافقت الإمبراطورة إيرين على دفع الجِزية للخِلافة، وتعهَّدت بتبادُل الأسرى، كما تعهَّد أهالي قُبْرُس بالتزام الحياد بين العبَّاسِيين والبيزنطيين، وأن يكون حُكم الجزيرة مُشتركًا بين الطرفين، إلا أن هذا الأمر لم يدُم كثيرًا. وفي سنة 190 هـ / 805 م، عيَّن الرَّشيد، حَمِيد بن مَعيُوف الهَمَدانيُّ قائدًا للأُسطول العبَّاسِي، والذي تحرَّك في نفس السنة نحو جزيرة قُبْرُس، فتمكَّن من السيطرة عليها، وأسر 16 ألفًا منها ومن بينهم أسقُف الجزيرة، وجاء بهم إلى الرَّافِقة.
ولم يقتصر نشاط الأُسطُول العبَّاسِي في بَحر الشَّام فحسب، بل امتد إلى الوِلايات العبَّاسيَّة الغربيَّة، حيث ازداد النشاط البحري في ولاية إفريقيَّة، خاصةً منذ أن ولَّى الرَّشيد، إبْراهِيم بن الأغْلَب عليها سنة 184 هـ / 800 م، والذي أعاد الاهتمام إلى قاعِدة تُونِس البحريَّة، وساهم في غزو بَحرُ الشَّام وبحر إفريقيَّة.
وقد أولى الرَّشيد اهتمامًا خاصًا بالحُروب البحريَّة، فأنشأ لذلك ديوانًا خاصًا به، يُعنى بالسُّفُن، والبحَّارة، والنفقات، والغنائم، كما جهَّز السُّفُن الحربيَّة بالأسلحة، وارتفع عدد الأساطيل البحريَّة إلى ثلاثة في عهده، أُسطولٍ شامِيّ، وأُسطُولٍ مِصْريّ، وأُسطُولٍ إفريقيّ، كما أنشأ الفُرُق القِتاليَّة المُختلفة في البحر، ومنها فُرُق الزرَّاقين وغيرها. كما أنشأ الرُبط على سواحل إفريقية لمُواجهة الغارَّات البيزنطيَّة، ومنها رُباط المُسْتَنير، والذي أنشأه الوالي العبَّاسِي هرثَمة بن أعيُن سنة 180 هـ / 796 م، كما توسَّع الأغالِبة الحاكِمين عن الخِلافَة العبَّاسِيَّة الرُبط التي تُسمى القُصور والمحارِس، كما غزا الأُسطول العبَّاسِيُّ بقيادة الأغالِبة سَواحِل اليُونان سنة 190 هـ / 805 م، وكذلك جزيرة رُودُس في السنةِ التالية.

## الرُّتب العسكريَّة
تميَّزت الرُّتب العسكريَّة عند الجَيْشُ العَبَّاسِي بشكلٍ واضِح في العَصْر العبَّاسِيُّ الأوَّل عن العهد الرَّاشِدي والأُموي. فكان الجيش يضُم خمسة رُتَب، وهي الأمير، والقائد، والنقيب، والعريف، وكانت تضم ما يلي:
| التسلسل | اللقب  | المهام                                 |
| ------- | ------ | -------------------------------------- |
| 1       | الأمير | تحت قيادته عشرةُ قادة أو 10 آلاف مُقاتل. |
| 2       | القائد | تحت قيادته عشرةُ نُقَباء أو ألف مُقاتل.    |
| 3       | النقيب | تحت قيادته عشرةُ عُرفاء أو 100 مُقاتل.    |
| 4       | العريف | تحت قيادته عشرةُ مُقاتلين.               |

وكان هذا الترتيب مُتبعًا في جيش الخليفةُ العبَّاسِيُّ السَّابِع عَبدُ الله المأمُون عندما حاصر جيشهُ بَغْدَاد ضد مُحَمد الأمِين سنة 813 م. وعلى هذا يكون عدد المُسجلين في الديوان بحدود عشرة آلاف مُقاتل، أما باقي الجُند فهم من المُتطوِّعة.
وكان هُنالك رُتبة إضافية ظهرت في العَصْر العبَّاسِيُّ الأول، وهي القائد الزعيم (الزَّعيم القِبليُّ)، حيث استمرت منذ عهد السَّفاح وحتى المأمُون بشكلٍ ثابت، ويبدو أنها استمرت إلى أبعد من ذلك، كون المُتطوِّعة من القبائل والأرياف، وهم من الذين استمروا في دعم القُوات النِّظاميَّة للجيشُ العبَّاسي، وربما كان عددهم في بعض المعارك أكثر من الجيش نفسُه.

### فهرس المنشورات
1. ↑  المناصير (1998)، ص. 8 - 9.
2. ↑  المناصير (1998)، ص. 16.
3. 1 2  المناصير (1998)، ص. 26.
4. 1 2  المناصير (1998)، ص. 26 - 27.
5. ↑  المناصير (1998)، ص. 33.
6. ↑  المناصير (1998)، ص. 35.
7. ↑  المناصير (1998)، ص. 36.
8. 1 2 3  المناصير (1998)، ص. 188.
9. 1 2 3 4  المناصير (1998)، ص. 187.
10. 1 2  المناصير (1998)، ص. 189.
11. ↑  المناصير (1998)، ص. 188 - 189.
12. ↑  المناصير (1998)، ص. 191 - 192.
13. ↑  المناصير (1998)، ص. 192.
14. ↑  المناصير (1998)، ص. 164.
15. ↑  المناصير (1998)، ص. 165.
16. ↑  المناصير (1998)، ص. 167 - 168.
17. ↑  المناصير (1998)، ص. 174 - 175.
18. ↑  المناصير (1998)، ص. 175 - 179.
19. ↑  المناصير (1998)، ص. 179.
20. 1 2 3  المناصير (1998)، ص. 153.
21. 1 2 3  المناصير (1998)، ص. 154.
22. ↑  المناصير (1998)، ص. 154 - 155.
23. ↑  المناصير (1998)، ص. 156.
24. ↑  المناصير (1998)، ص. 155.
25. ↑  المناصير (1998)، ص. 155 - 156.
26. ↑  المناصير (1998)، ص. 156 - 157.
27. ↑  المناصير (1998)، ص. 157.
28. 1 2 3 4  المناصير (1998)، ص. 158.
29. ↑  المناصير (1998)، ص. 206.
30. 1 2  المناصير (1998)، ص. 207.

أطاريح
- محمد عبد الحفيظ درويش المناصير (1998)، الجيش في العصر العباسي الأول، إشراف: محمد إبراهيم أبو سليم، الخرطوم: جامعة النيلين، OCLC:9497619702، QID:Q124356252